# Conus galeao
Espèce
Conus galeao est une espèce de mollusques gastéropodes marins de la famille des Conidae.
Comme toutes les espèces du genre Conus, ces escargots sont prédateurs et venimeux. Ils sont capables de « piquer » les humains et doivent donc être manipulés avec précaution, voire pas du tout.

## Taxonomie

### Publication originale
L'espèce Conus galeao a été décrite pour la première fois en 1990 par le malacologiste espagnol Emilio Rolán Mosquera (d) (1935-) dans la publication intitulée « Iberus »,.

### Synonymes
- Africonus claudiae (Tenorio & Afonso, 2004) · non accepté
- Africonus damottai galeao (Rolán, 1990) · non accepté
- Africonus galeao (Rolán, 1990) · appellation alternative
- Conus (Lautoconus) claudiae Tenorio & Afonso, 2004 · non accepté
- Conus claudiae Tenorio & Afonso, 2004 · non accepté
- Conus damottai galeao Rolán, 1990 · non accepté

## Identifiants taxonomiques
- Ressources relatives au vivant :   - Global Biodiversity Information Facility
  - World Register of Marine Species

Chaque taxon catalogué par les bases de données biologiques et taxonomiques possède un identifiant qui permet d'établir un point de référence. Les identifiants de Conus galeao dans les principales bases sont les suivants :
CoL : XXG3 - GBIF : 9735941 - WoRMS : 1053693